# Симоново (Алтайский край)
Си́моново — село в Угловском районе Алтайском крае. Административный центр Симоновского сельсовета.

## История
Основано в 1901 году. В 1928 году посёлок Симоновский состоял из 72 хозяйств, основное население — русские. В административном отношении являлся центром Симоновского сельсовета Угловского района Рубцовского округа Сибирского края.

## Население
| 1926 | 1997 | 1998 | 1999 | 2000 | 2001 | 2002 |
| ---- | ---- | ---- | ---- | ---- | ---- | ---- |
| 397  | ↗829 | ↗834 | ↘827 | ↗834 | ↘824 | ↘774 |
| 2003 | 2004 | 2005 | 2006 | 2007 | 2008 | 2009 |
| ↘759 | ↘735 | ↘715 | ↗760 | ↗775 | ↗790 | ↘787 |
| 2010 | 2011 | 2012 | 2013 |      |      |      |
| ↘692 | ↘690 | ↘665 | ↘634 |      |      |      |

## Улицы
| - ул. Ленина, - ул. Мичурина, - ул. Подборная, | - пер. Садовый, - ул. Советская, - ул. Центральная. |